# Macrodiplodia ulmi
Macrodiplodia ulmi är en svampart som beskrevs av Sacc. 1884. Macrodiplodia ulmi ingår i släktet Macrodiplodia, divisionen sporsäcksvampar och riket svampar.   Inga underarter finns listade i Catalogue of Life.